# Militarie Gun
Militarie Gun (Krijgsmacht Vuurwapen) is een Amerikaanse alternatieve rock en punkrock band uit Los Angeles, Californië. De groep heeft drie ep's en één volledig album uitgebracht, Life Under the Gun, uitgebracht op 23 juni 2023.

## Geschiedenis
Frontman Ian Shelton richtte Militarie Gun op in het voorjaar van 2020, als gevolg van de COVID-19-pandemie en het feit dat zijn andere band, Regional Justice Center, moest worden stopgezet. Shelton besloot een ep, My Life Is Over, te schrijven en op te nemen, die werd uitgebracht in september van dat jaar. Na het uitbrengen van de ep breidde Shelton het project uit met Nick Cogan en William Acuña op gitaar, Max Epstein op bas en Vince Nguyen op drums.
Militarie Gun bracht hun tweede ep uit in juni 2021 getiteld All Roads Lead to the Gun, en hun derde ep All Roads Lead to the Gun II in september 2021. Een deluxe editie die de twee ep's combineert, werd uitgebracht in 2022. In 2023 bracht Militarie Gun een nieuw nummer uit getiteld "Do It Faster". De band bracht ook een videoclip uit bij het nieuwe nummer.
De band bracht hun debuutalbum, Life Under the Gun, uit op 23 juni via Loma Vista Recordings.

## Bandleden
- Ian Shelton – zang, productie
- William Acuña – gitaar
- Nick Cogan – gitaar
- Waylon Trim – bas
- Vince Nguyen – drums

## Discografie
Studioalbums:
- Life Under the Gun (2023)

Ep's:
- My Life Is Over (2020)
- All Roads Lead to the Gun (2021)
- All Roads Lead to the Gun